# Comitetul de Miniștri al Consiliului Europei
Comitetul de Miniștri al Consiliului Europei reprezintă organismul de decizie al Consiliului Europei.

## Gallery

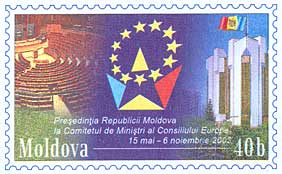
Presidency of Moldova. 15th May - 6th November 2003